# Hugo Invernizzi
Hugo Invernizzi, né le 7 janvier 1993 à Mulhouse, dans le Haut-Rhin, est un joueur français de basket-ball. Il évolue au poste d'ailier fort.

## Biographie
Après une formation au Centre fédéral de basket-ball, Invernizzi signe en mai 2011 un contrat professionnel à la SIG.
En mai 2013, il arrive 2e du trophée du meilleur jeune de Pro A, devancé par Livio Jean-Charles.
En juillet 2013, il signe un contrat d'un an avec la possibilité de prolonger un an de plus, avec le Saint Thomas Basket Le Havre.
En juin 2015, Invernizzi rejoint Nanterre où il signe un contrat sur 2 saisons.
En juin 2017, Invernizzi prolonge son contrat de 2 ans avec Nanterre.
Le 23 juillet 2019, il quitte le club de Nanterre, où il a passé quatre saisons, pour un autre club de Jeep Élite, le Limoges CSP.
En janvier 2021, Invernizzi ouvre, avec son frère Julien, une galerie d'art à Strasbourg qui expose de l'art urbain. La galerie, appelée Inver (Galerie) est gérée par Hugo Invernizzi.
À l'été 2022, il quitte le championnat de France pour le BC Wolves (en) en championnat de Lituanie et début 2023, rejoint l'Universo Treviso Basket (en) en Italie.
En juillet 2023, Invernizzi revient à Strasbourg.

## Équipe de France
En juillet 2013, il participe au championnat d'Europe des 20 ans et moins qui se déroule en Estonie avec l'équipe de France.
Le 6 mai 2014, il fait partie de la liste des seize joueurs pré-sélectionnés pour l'équipe de France A' pour effectuer une tournée en Chine et en Italie durant le mois de juin.

## Palmarès
- Finaliste de la Disney Land Leaders Cup 2013 avec Strasbourg.
- Finaliste du Championnat de France de Pro A 2013 avec Strasbourg.
- Vainqueur du concours de tir à 3 points au All-Star Game LNB 2014.
- Vainqueur de la Coupe de France 2017 avec Nanterre 92.
- Vainqueur de la Coupe d'Europe FIBA 2017 avec Nanterre 92.
- Vainqueur du Match des champions 2017 avec Nanterre 92.